# Санма
Санма (на бислама: Sanma) е една от шестте провинции на Република Вануату. Тя включва островите Еспириту Санто и Мало.
Името Санма е получено от първоначалните букви от имената на тези два острова – Санто и Мало. Населението на провинцията наброява 54 184 души (по преброяване от ноември 2016 г.), а областта която заема е 4248 км2.
Областният център е град Люганвил, намиращ се на остров Еспириту Санто.